# 石野実加子
石野 実加子（いしの みかこ、1988年11月11日 - ）は、富山県氷見市出身の元ハンドボール選手。

## 経歴
筑波大学時代は第9回女子ジュニアアジア選手権・第16回世界女子ジュニア選手権大会の日本代表U-20に選出。2009年の全日本学生ハンドボール選手権大会では優秀選手賞を受賞した。
2011年に日本ハンドボールリーグの北國銀行へ加入。
2012年の第17回ヒロシマ国際ハンドボール大会で日本代表に初選出。同年12月に第14回女子アジア選手権の日本代表に選出された。
2014年はアジア競技大会の日本代表に選出され、銀メダルを獲得した。
2016-17年シーズンは広島メイプルレッズとのプレーオフ決勝で活躍。ディフェンスが評価され、最高殊勲選手賞を受賞した。
2017-18年シーズン終了後に現役を引退。

## 詳細情報

### 年度別成績
| 年       | チーム   | 試合 | フィールド 得点 | 率   | 7m  | 合計    | 警告 | 退場 | 失格 |
| -------- | -------- | ---- | --------------- | ---- | --- | ------- | ---- | ---- | ---- |
| 2011-12  | 北國銀行 | 15   | 33/73           | .452 | 0/0 | 33/73   | 5    | 2    | 0    |
| 2012-13  | 北國銀行 | 15   | 45/89           | .506 | 4/5 | 49/94   | 8    | 6    | 0    |
| 2013-14  | 北國銀行 | 17   | 4/7             | .571 | 0/0 | 4/7     | 1    | 0    | 0    |
| 2014-15  | 北國銀行 | 18   | 45/72           | .625 | 0/0 | 45/72   | 5    | 3    | 0    |
| 2015-16  | 北國銀行 | 11   | 13/21           | .619 | 0/0 | 13/21   | 4    | 0    | 0    |
| 2016-17  | 北國銀行 | 18   | 21/35           | .600 | 0/0 | 21/35   | 6    | 1    | 0    |
| 2017-18  | 北國銀行 | 22   | 0/1             | .000 | 0/0 | 0/1     | 0    | 0    | 0    |
| JHL：7年 | JHL：7年 | 116  | 161/298         | .540 | 4/5 | 165/303 | 29   | 12   | 0    |

- 各年度の太字はリーグ最高

### タイトル・表彰

#### 日本ハンドボールリーグ
- 最高殊勲選手賞：1回 (2016年)

### 背番号
- 6 (2011年 - 2018年)